# Бальдіссеро-д'Альба
Бальдіссеро-д'Альба (італ. Baldissero d'Alba, п'єм. Baudsé d'Alba) — муніципалітет в Італії, у регіоні П'ємонт,  провінція Кунео.
Бальдіссеро-д'Альба розташоване на відстані близько 490 км на північний захід від Рима, 38 км на південний схід від Турина, 55 км на північний схід від Кунео.
Населення — 1088 осіб (2014).
Покровитель — Santa Caterina.

## Демографія
Населення за роками:

Станом на 1 січня 2023 року в муніципалітеті офіційно проживав 61 іноземець з 11 країн, серед них 40 громадян країн Євросоюзу та 1 громадянин України.

## Сусідні муніципалітети
- Черезоле-Альба
- Корнеліано-д'Альба
- Монтальдо-Роеро
- Соммарива-дель-Боско
- Соммарива-Перно